# 4046 Свейн
4046 Свейн (4046 Swain) — астероїд головного поясу, відкритий 7 жовтня 1953 року.
Тіссеранів параметр щодо Юпітера — 3,381.